# 七公二
七公二（武仙座τ）是在武仙座這個星座內的一顆4等星，它的固有名稱是Rukbalgethi Shemali，它的意思是"北部膝蓋"，然而現在很少使用在科學雜誌上。它是顆比太陽亮700倍的藍次巨星。视星等为3.89，位于銀經72.48，銀緯45.04，其B1900.0坐标为赤經16h 16m 44s，赤緯+46° 45.04′ 5″。 

## 性質
七公二是顆藍次巨星，光譜類型是B5IV。它的質量是太陽的4.9倍。雖然視星等只有3.89等，但像所有的B型恆星一樣，它非常的明亮，總亮度號稱是太陽的700倍。依巴谷衛星估計它的距離是96秒差距，或是310 ± 20 光年。

## 語源
它的固有名稱是Rukbalgethi Shemali，起源自阿拉伯，與Ruchbah和Zubeneschamali共用語源上的特徵，象徵著武仙赫克利斯的"北部膝蓋"。由於歲差，這顆恆星大約在BC7,400年時是當時的北極星，到AD18,400年，它會再度成為北極星。
在中國，七公 ()，意思是七賢者，是由武仙座τ、武仙座42、 武仙座φ、武仙座χ、牧夫座ν1 、牧夫座μ1、牧夫座δ等7顆星組成 。七公二 (,就是武仙座τ，是七公中的第二顆星。